# Mei Fang
Dans ce nom chinois, le nom de famille, Mei, précède le nom personnel.
Mei Fang (en chinois : 梅方), né le 25 février 1989 à Wuhan en Chine, est un ancien footballeur international chinois, qui évoluait au poste de défenseur.

## Biographie

### Carrière en club
Avec l'équipe de Guangzhou Evergrande, il remporte la Ligue des champions de l'AFC en 2015, et participe la même année à la Coupe du monde des clubs organisée au Japon.
Il dispute 16 matchs en Ligue des champions, et une rencontre à la Coupe du monde des clubs.

### Carrière internationale
Mei Fang compte 23 sélections et 1 but avec l'équipe de Chine depuis 2014.
Il est convoqué pour la première fois en équipe de Chine par le sélectionneur national Alain Perrin, pour un match amical contre la Macédoine le 18 juin 2014. Le match se solde par une victoire 2-0 des Chinois.
Il fait partie de la liste des 23 joueurs chinois sélectionnés pour disputer la Coupe d'Asie de 2015 en Australie, où son pays atteint les quarts de finale. Il dispute 4 rencontres durant le tournoi.
Le 12 novembre 2015, il inscrit son premier but en sélection contre le Bhoutan, lors d'un match des éliminatoires de la Coupe du monde 2018. Le match se solde par une victoire 12-0 des Chinois.

## Palmarès
- Guangzhou Evergrande:
  - Championnat de Chine: Champion en 2014, 2015, 2016, 2017 et 2019
  - Ligue des champions de l'AFC: Champion en 2015
  - Coupe de Chine: Vainqueur en 2016
  - Supercoupe de Chine: Vainqueur en 2016[2],[4]